# آلما هیلا
آلما هیلا (انگلیسی: Alma Hila؛ زادهٔ ۲ فوریهٔ ۲۰۰۰) بازیکن فوتبال اهل آلبانی است.
وی همچنین در تیم‌های ملی فوتبال Albania women's national football team بازی کرده‌است.